# جيم موراي (لاعب كرة قاعدة)
جيم موراي (بالإنجليزية: Jim Murray)‏ هو لاعب كرة قاعدة أمريكي، ولد في 16 يناير 1878 في غالفستون في الولايات المتحدة، وتوفي بنفس المكان في 25 أبريل 1945.

## وصلات خارجية
- جيم موراي على موقعبيزبول رفرنس.كوم (الدوري الرئيسي) (الإنجليزية)
- جيم موراي على موقعبيزبول رفرنس.كوم (الدوري الثانوي) (الإنجليزية)